# 二島村
二島村（ふたしまむら）は、大阪府北河内郡にあった村。現在の門真市の南部、同市三ツ島・ひえ島町にあたる。

## 地理
- 河川：古川

## 歴史
- 1889年（明治22年）4月1日 - 町村制の施行により、茨田郡三ツ島村・稗島村の区域をもって発足。
- 1896年（明治29年）4月1日 - 所属郡が北河内郡に変更。
- 1956年（昭和31年）9月30日 - 北河内郡門真町に編入される。同日二島村廃止。

## 交通

### 鉄道路線
現在は旧村域にOsaka Metro長堀鶴見緑地線の門真南駅が所在するが、当時は未開業。

### 道路
現在は旧村域に近畿自動車道・第二京阪道路の門真ジャンクション、第二京阪道路の第二京阪門真インターチェンジが所在するが、当時は未開通。

## 名所・旧跡・観光スポット・祭事・催事
- 三島神社